# Pointe Chausenque
La pointe Chausenque (3 204 m) est un sommet du massif du Vignemale dans les Pyrénées.

## Toponymie
Le nom est récent et vient de Vincent de Chausenque qui l'a gravi au XIXe siècle.

## Géographie

### Topographie
Presque de plain-pied avec le glacier d'Ossoue au sud, il domine au nord de 600 m le glacier des Oulettes de Gaube. C'est le plus haut sommet des Pyrénées situé entièrement en France et non sur la frontière franco-espagnole.

## Histoire
La première ascension connue est celle de Vincent de Chausenque accompagné par un guide de Cauterets le 30 juin 1822. Le sommet fut atteint depuis le Petit Vignemale par l'arête reliant les deux sommets, une escalade assez délicate.